# Phorbas (Lapithe)
Phorbas  (altgriechisch Φόρβας Phórbas) war in der griechischen Mythologie ein Heros, der die Insel Rhodos von Schlangen befreite. Er wurde als Sternbild Schlangenträger verstirnt.
Nach Hyginus, der sich auf Polyzelos von Rhodos beruft, war Phorbas ein Sohn von Triopas und der Ischylla, einer Tochter des Myrmidon. Er wurde vom Sturm auf die Insel Rhodos verschlagen, die damals unter einer Schlangenplage litt. Phorbas vernichtete die Tiere, darunter auch einen gewaltigen Drachen, der besonders großen Schaden angerichtet hatte. Apollon, der Phorbas sehr liebte, versetzte ihn deshalb als Schlangenträger in den Himmel. Die Rhodier opferten beim Wegsegeln zuerst dem Phorbas, damit unerwartetes Heil auf die Insel komme, wie damals der Held unerwartet hierher kam.
Nach Diodor war Phorbas ein Sohn des Lapithes. Als die Rhodier von der Schlangenplage heimgesucht wurden, befragten sie das Orakel von Delos und Apollon riet ihnen, den Phorbas aufzunehmen, der in Thessalien auf Landsuche war. Nach seinem Tode erhielt er Heroenopfer.
Möglicherweise ist er identisch mit dem Phorbas aus Ovids Metamorphosen. Als solcher tötete er in der Kentauromachie (Kentaurenkampf) den Kentaur Aphidas.